# Benátsko
Benátsko (italsky Veneto [ˈvɛːnɛto]IPA) je oblast v severovýchodní Itálii, sousedící na jihu s Emilií-Romagnou, na západě s Lombardií, na severu s Trentino-Alto Adige a Rakouskem, na východě s Furlanskem-Julským Benátskem a Jadranem. V letech 1935–1963 byl region součástí oblasti Venezia Euganea. Region má rozlohu 18 391 km², 5 miliónů obyvatel a dělí se na 7 provincií. Hlavním městem jsou Benátky (Venezia), dalším významným pak Padova. Od roku 2007 je druhým oficiálním jazykem regionu, vedle italštiny, také benátština.

## Historie

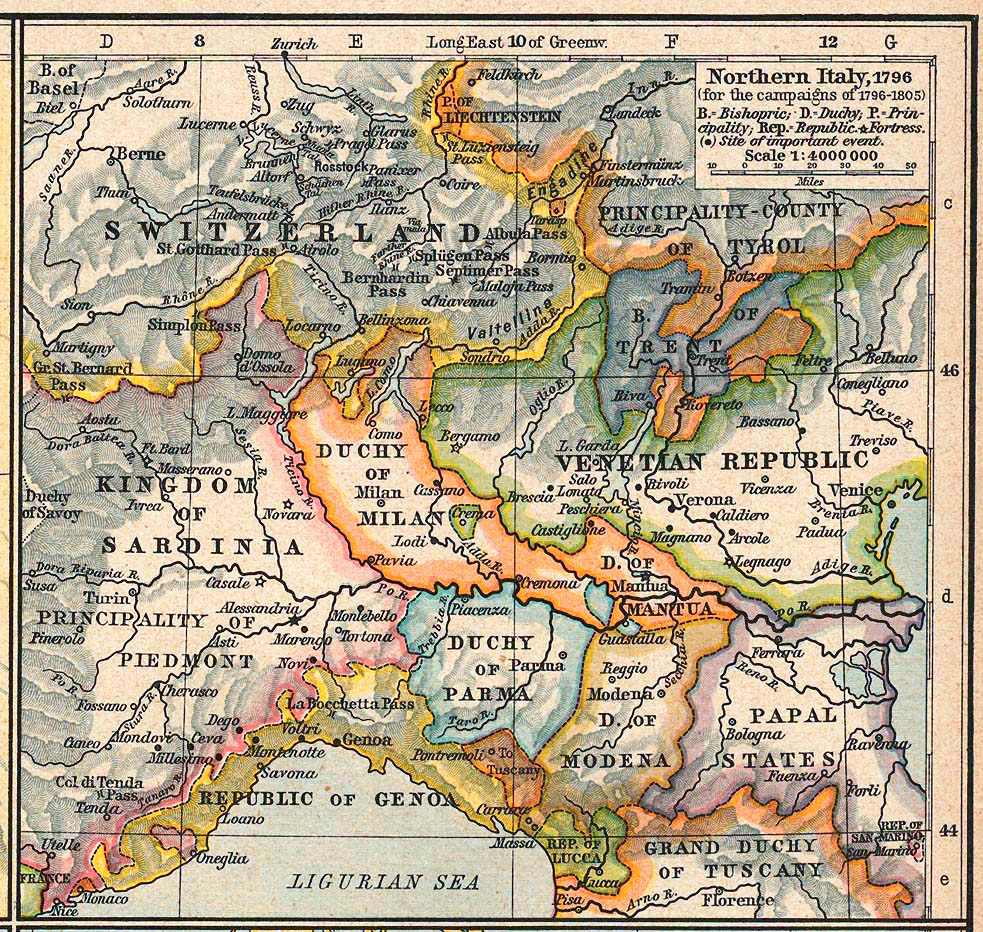
Benátsko 1796

Od neolitu žili ve nížinách vyspělá zemědělská společenství, využívajících úrodné půdy a příznivého klimatu.
V období římské republiky byla krajina osídlena indoevropskými Venety, odtud pochází i nynější název. Pronikali sem Etruskové, Řekové, v 4. století Germáni. Právě před nimi obyvatelstvo uprchlo až k moři. V roce 810 zde byly založeny Benátky.
Většina území Veneta byla v letech 697–1797 součástí Benátské republiky. Mírem v Campo Formio z roku 1797 se stala většina území Benátska součástí Habsburské monarchie, jíž zůstala až do konce prusko-rakouské války, kdy byla po porážce Rakouského císařství začleněna do území Italského království.
Po tomto připojení nebyla benátština uznána jako oficiální jazyk, kterým byla určena italština a i státní úředníci působící ve Venetu byli najímání z jiných částí Itálie. Na území probíhaly těžké boje za první i druhé světové války.
V letech 1935–1963 byl region součástí oblasti Venezia Euganea.
Po zániku království a vzniku Italské republiky předpokládala nová ústava, přijatá roku 1947 a v platnost vstoupivší roku 1948, vytvoření italských regionů, k němuž ale došlo až v roce 1970.
V roce 2014 proběhlo neoficiální internetové referendum o nezávislosti Benátského regionu.

## Geografie

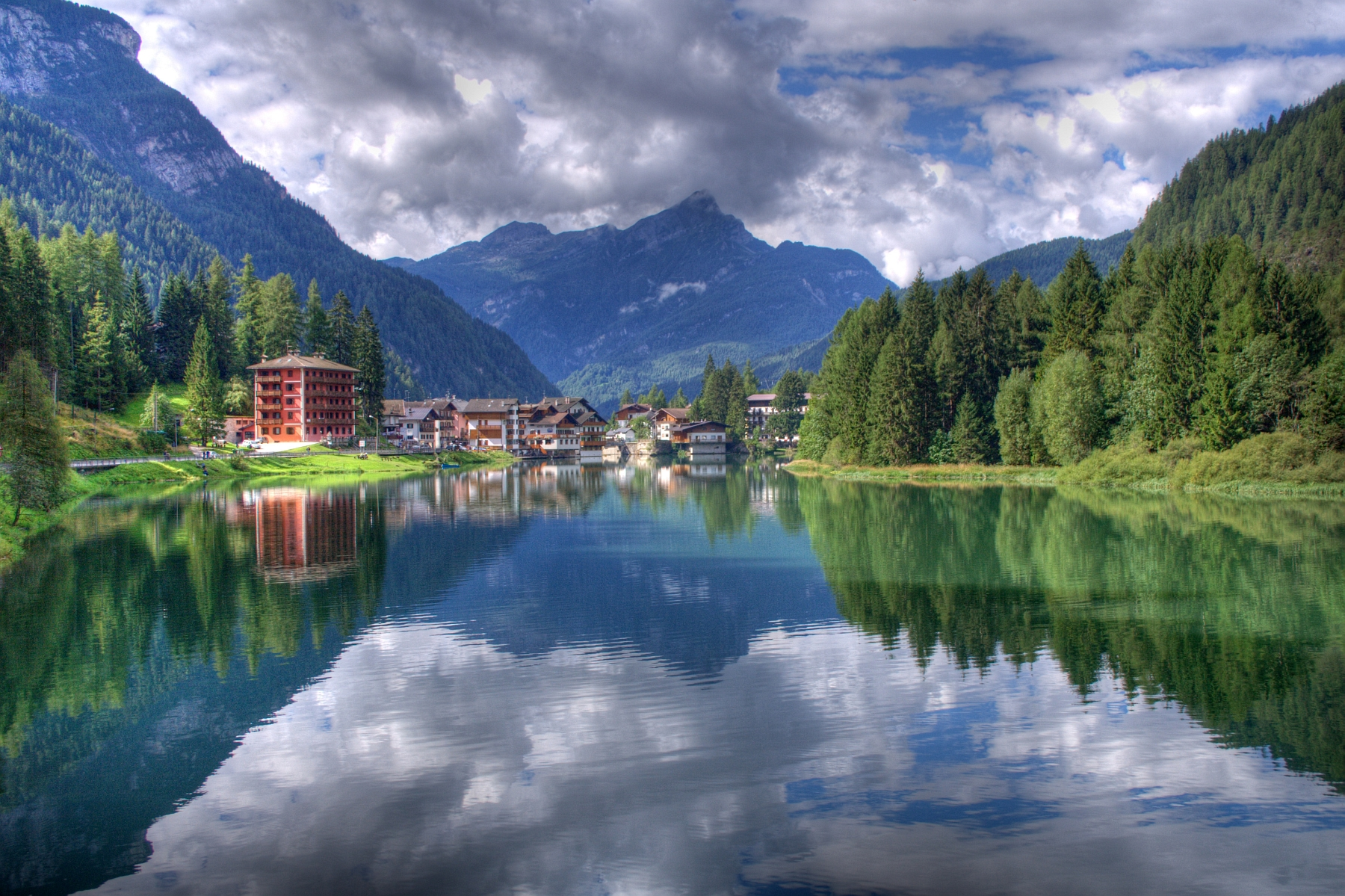
jezero Alleghe, Belluno

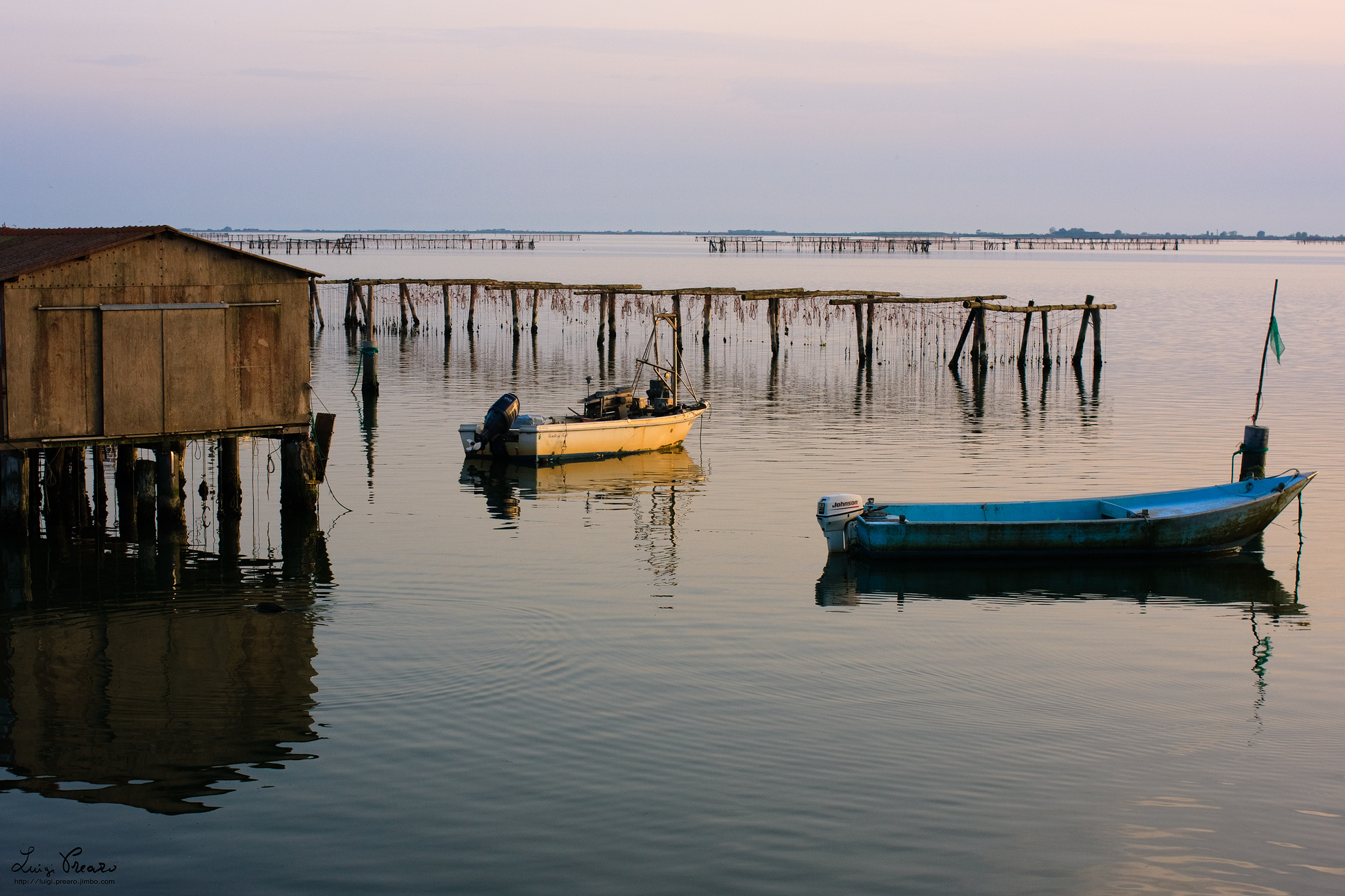
delta Pádu

Benátsko leží v severovýchodní části Itálie, severně od ústí největší italské řeky Pádu do Jaderského moře. Severní část Benátska je hornatá, nachází se zde část Dolomit a Karnských Alp, jižní přímořská část je naopak pokračováním Pádské nížiny a má rovinatý charakter. Z hlediska povrchu lze Benátsko rozdělit ne sedm jednotlivých celků: alpské, předalpské a podalpské pásmo, horní a dolní nížinu a systém lagun a deltu Pádu. Sever Benátska tvoří Karnské Aply a východní Dolomity s nejvyšším vrcholem Marmoladou (3 342 m) náležící do alpského pásma. Předalpské pásmo tvoří okolí vrcholu Monte Baldo u jezera Lago di Garda, skupina Monte Lessini, Pasubio, okolí vrcholu Monte Grappa a vrcholy okolo města Belluno. Do podalpského pásma náleží vrchy v okolí jezera Lago di Garda, skupina Asolo a vrchy okolo města Conegliano. Nížinnou oblast tvoří Benátská nížina, pramení zde řeky Bacchiglione a Sila. Pro dolní část nížiny jsou charakteristické rozsáhlé zavodňovací systémy. Benátské laguny bývaly členitější. Dnes se nachází dvě laguny u měst Caorle a Bibione, největší laguna leží v okolí Benátek. Deltu Pádu tvoří kultivovaná údolí, laguny, mokřady, malé ostrůvky a porosty rákosu. Žije zde velké množství ptačích druhů, např. volavky či kolihy.

### Řeky
- Pád (il Po)
- Adiže (l'Adige)
- Piave
- Brenta

## Administrativní celky a regionální samospráva

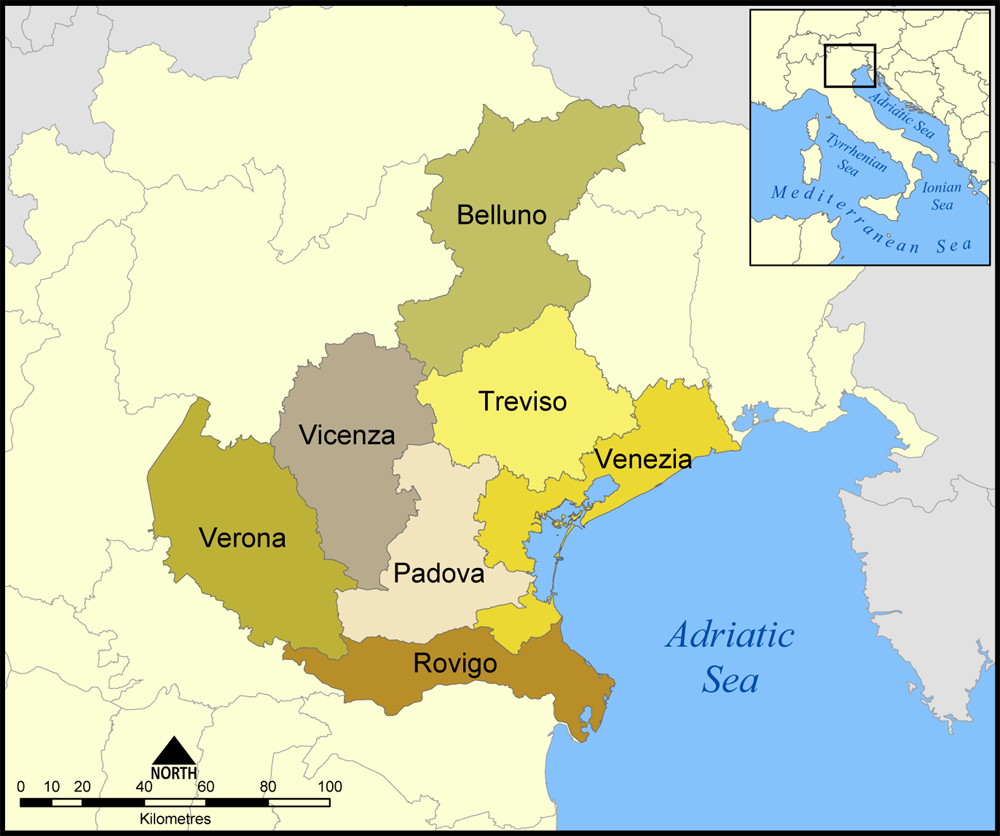
Provincie

### Provincie a obce
Benátsko se skládá ze sedmi provincií a 581 obcí. Nejlidnatější je provincie Padova s 905 100 obyvateli, naopak nejméně obyvatel má provincie Belluno v Alpách a to 213 060.

### Regionální prezident a vláda
V čele regionu stojí guvernér Benátska (Presidente della Regione), jež je zároveň předsedou Benátské regionální vlády (Giunta Regionale del Veneto), jejíž členy i sám vybírá a jmenuje. Dříve byl guvernér regionu jmenován, od roku 2000 je volen občany Benátska a jeho funkční období trvá 5 let.
Současným guvernérem je Luca Zaia za Ligu severu.

### Regionální zastupitelstvo
Regionální zastupitelstvo Benátska (Consiglio Regionale del Veneto) je regionální parlament, vznikl v roce 1970 spolu se samotným regionem. Funkční období rady je 5 let, ale pokud prezident regionu rezignuje, zemře během výkonu funkce, nebo mu je Radou vyhlášena nedůvěra, potom je Rada rozpuštěna a nové volby do ní probíhají zároveň s volbou nového Benátského prezidenta. Rada má 60 členů, standardně je 47 z nich voleno za volební okrsky v Benátsku (1 zástupce za každý okrsek), 12 je voleno v celém regionu ze speciální listiny sestavené kandidátem na prezidenta a 1 místo je rezervované pro druhého nejúspěšnějšího kandidáta na prezidenta (tomu, kdo skončí druhý za vítězem prezidentských voleb). V případě, že podporovatelé vítězného kandidátka na prezidenta získají více než 55 % ze 47 okrsků, potom je 12 míst připadajících na prezidentskou kandidátskou listinu sníženo na 6 a o zbylých 6 je rozšířen počet okrsků na 53.

### Výsledky posledních voleb do regionálního zastupitelstva (září 2020)
|                      |                      |                           |                      |           |       |         |
| Koalice              | Koalice              | Strana                    | Strana               | Hlasy     | Hlasy | Mandáty |
| Koalice              | Koalice              | Strana                    | Strana               | Abs.      | %     | Mandáty |
|                      | CDX                  |                           | Luca Zaia guvernérem | 916 087   | 44.6  | 23      |
|                      | CDX                  | Liga severu               | 347 832              | 16.9      | 10    |         |
|                      | CDX                  | Bratři Itálie             | 196 310              | 9.6       | 5     |         |
|                      | CDX                  | Forza Italia              | 73 244               | 3.6       | 2     |         |
|                      | CDX                  | Autonomistická kandidátka | 48 932               | 2.4       | 1     |         |
| Středopravice celkem | Středopravice celkem | 1 582 405                 | 77.0                 | 41        |       |         |
|                      | CSX                  |                           | Demokratická strana  | 244 881   | 11.9  | 7       |
|                      | CSX                  | Benátsko, které chceme    | 41 275               | 2.0       | 1     |         |
|                      | CSX                  | Zelená Evropa             | 34 647               | 1.7       | 1     |         |
|                      | CSX                  | Ostatní strany            | 16 651               | 0.8       | 0     |         |
| Středolevice celkem  | Středolevice celkem  | 337 454                   | 16.4                 | 9         |       |         |
|                      | Hnutí pěti hvězd     | Hnutí pěti hvězd          | Hnutí pěti hvězd     | 55 281    | 2.7   | 1       |
|                      | Ostatní strany       | Ostatní strany            | Ostatní strany       | 80 036    | 3.9   | 0       |
| Celkem               | Celkem               | Celkem                    | Celkem               | 2 055 173 | 100   | 51      |

## Hlavní centra Benátska

### Benátky

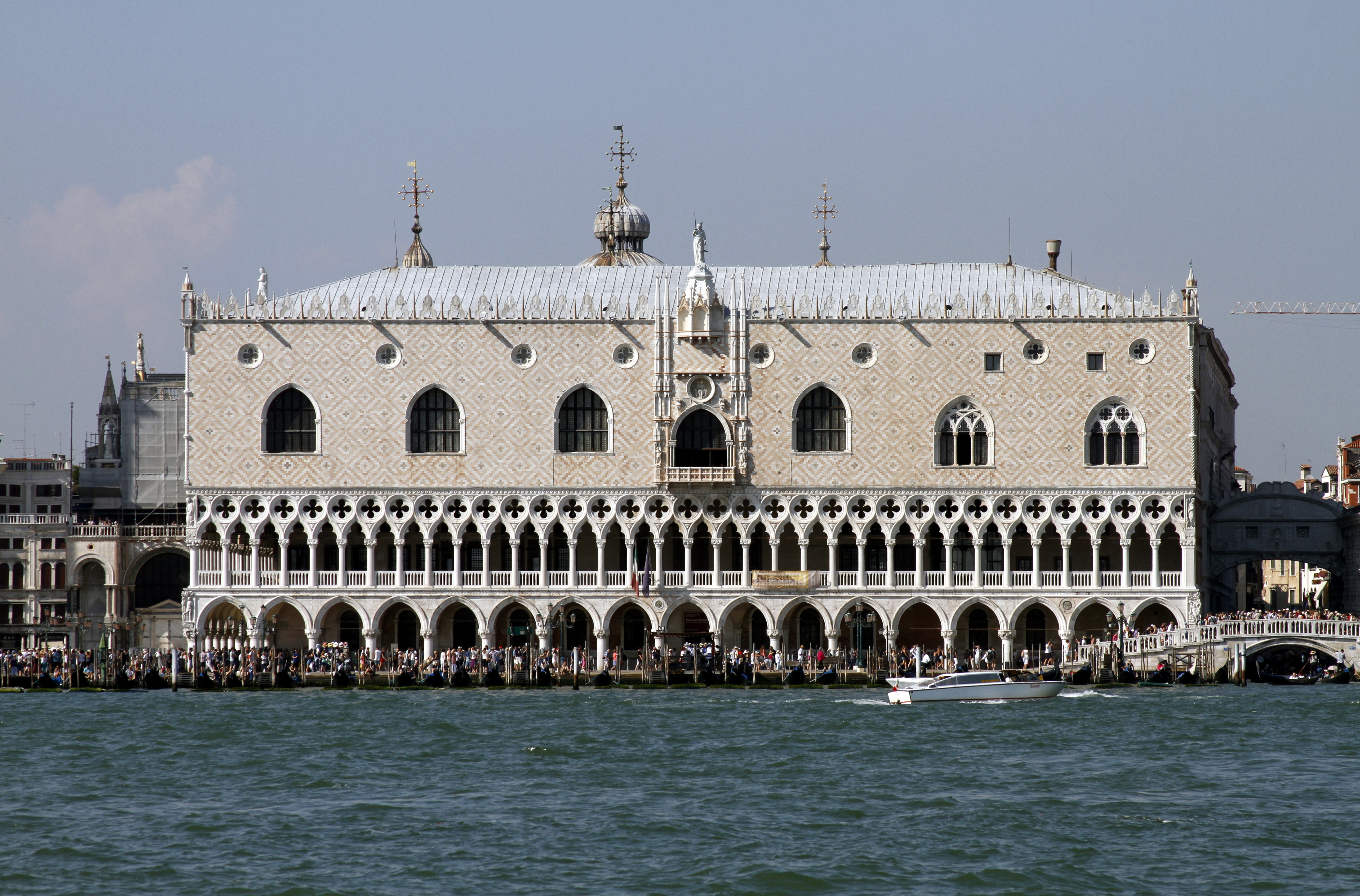
Panorama Benátek

Ostrovní město v Benátské laguně, jímž protéká množství kanálů, nejznámější je Canal Grande. Mezi nejvýznamnější pamětihodnosti patří náměstí Svatého Marka, Bazilika svatého Marka, Dóžecí palác a množství kostelů jako například Santa Maria dei Frari, La Salute a San Giorgio Maggiore.
Je zde významná galerie Galleria dell'Accademia a galerie moderního umění Sbírka Peggy Guggenheimové a prestižní univerzita Ca' Foscari.
Každoročně se zde pořádá karneval, přehlídka moderního umění Biennale a filmový festival.
Od roku 1987 jsou Benátky součástí světového dědictví UNESCO.

### Verona
Na místě prehistorické osady (rétské a později keltské) vznikla ve 2. stol. př. n. l. římská kolonie, která se postupně vyvinula v metropoli celé oblasti.

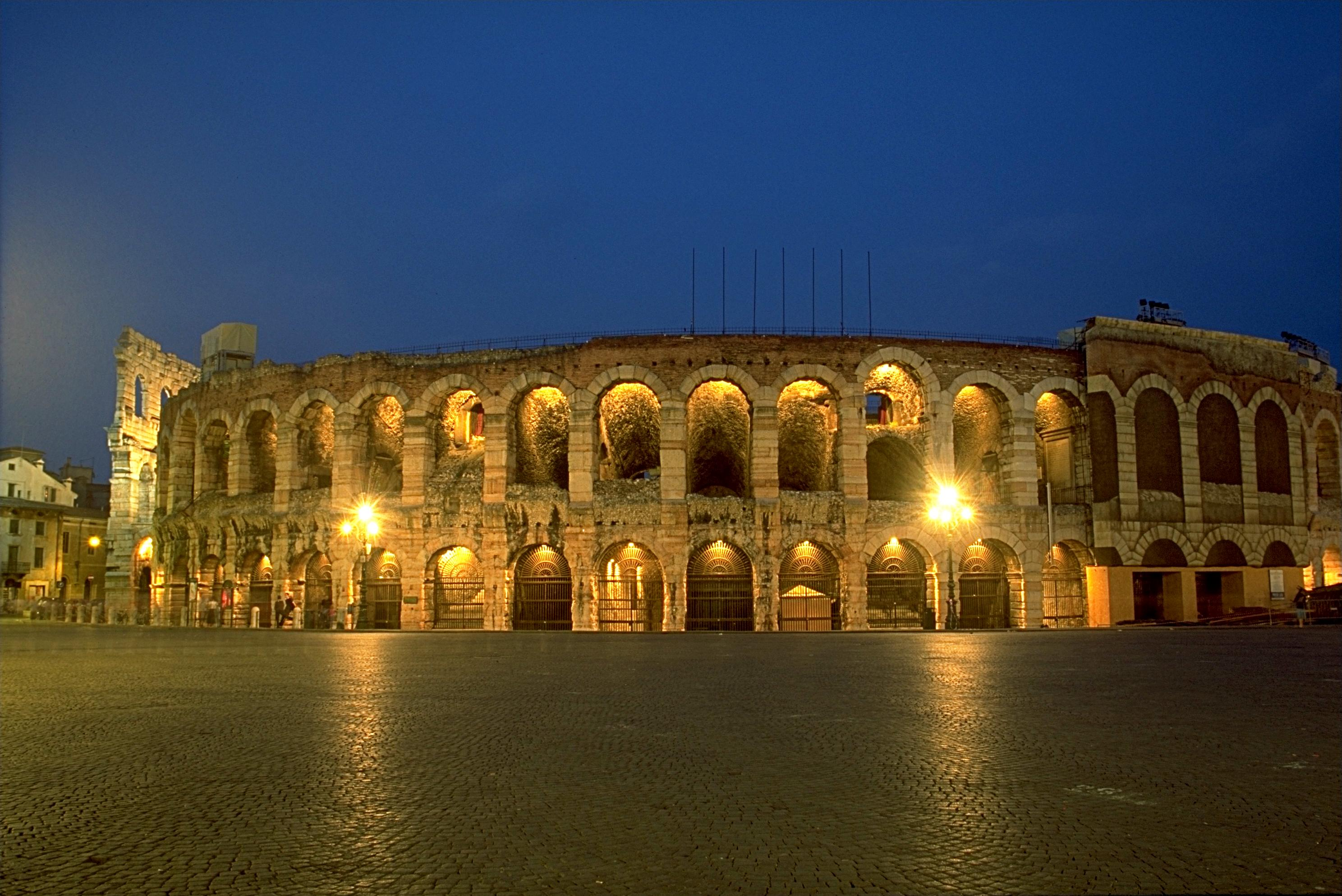
Aréna ve Veroně

Mezi nejvýznamnější památky tohoto města na Adiži patří bezesporu římská aréna, Castel vecchio, Basilica di San Zeno Maggiore, Dóm a kostel Chiesa di Santa Anastasia.
Další turisticky atraktivní památkou je balkon Romea a Julie.
Město je od roku 2000 součástí světového dědictví UNESCO.

### Padova

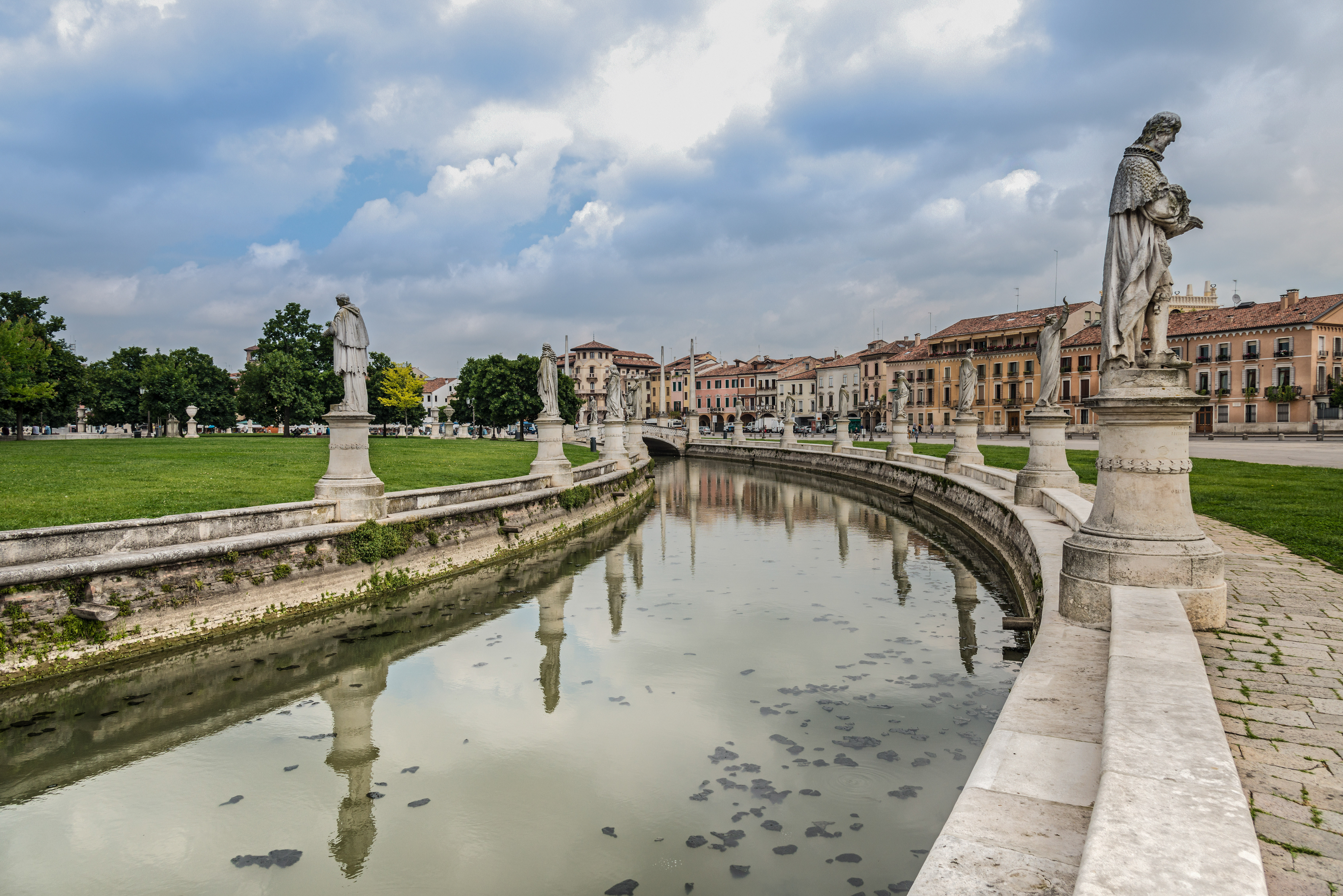
Eliptický kanál
na náměstí Prato della Valle, Padova

Dalším významným centrem Benátska je Padova. Je sídlem jedné z nejstarších světových univerzit (nejstarší po univerzitě v Bologni).
V Padově se nachází Basilica di Sant’Antonio, Capella degli Scrovegni, Palazzo della Ragione, Donatellova jezdecká socha Gattamelata. Centrem města je náměstí Prato della Valle.
Patronem města je svatý Antonín Paduánský

### Vicenza

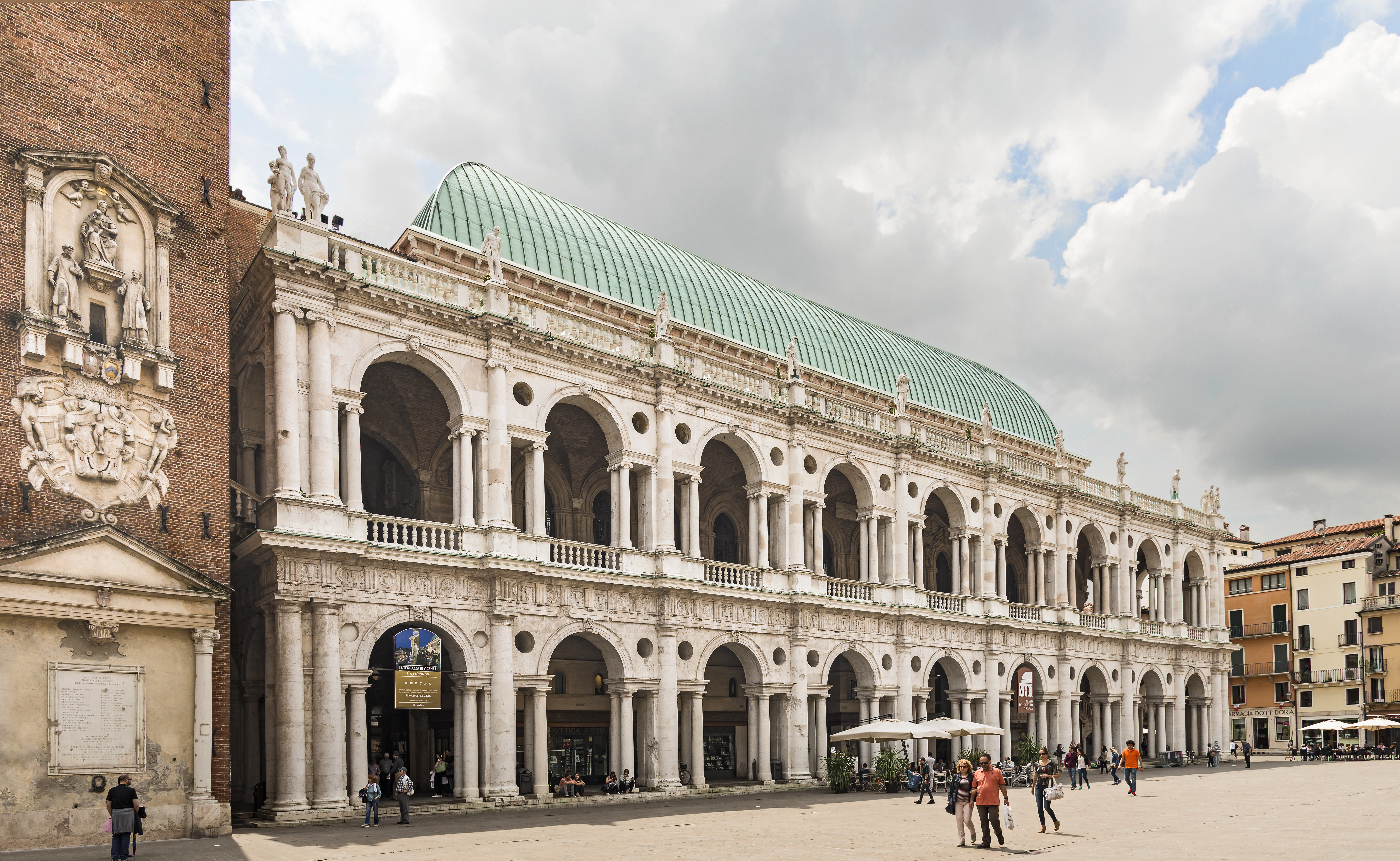
Bazilika
ve Vicenze

Ve Vicenze působil především významný sochař Andrea Palladio. K jeho dílům patří Bazilika, divadlo Teatro Olimpico, Palazzo Chiericati a slavná Villa Rotonda.
Celkově je mu v samotném měste připisováno 23 staveb a dalších 24 vil v okolí. Město Vicenza je od roku 1994 součástí světového dědictví UNESCO.

### Treviso

Dóm v Trevisu

Ve městě se nachází gotický kostel San Nicolò, Palazzo dei Trecento, Loggia dei Cavalieri, Dóm a kostel Svatého Františka.
Město je také sídlem mnoha muzeí a galerie Ca’ dei Carraresi.

### Belluno
V Bellunu najdeme Dóm a Palazzo dei Rettori.

### Další turisticky významná města

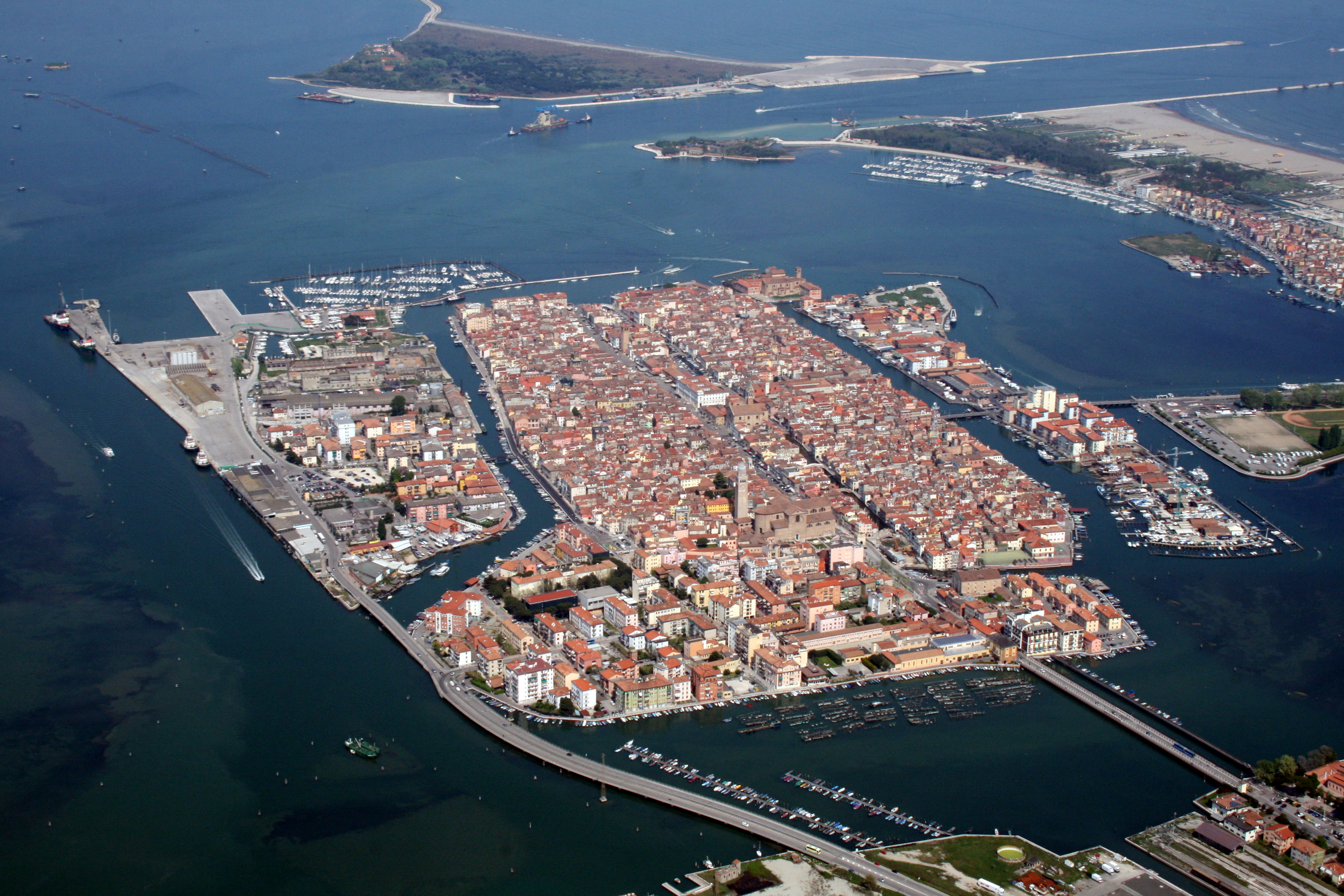
Chioggia,
letecký pohled

- Arquà Petrarca – místo posledního odpočinku Francesca Petrarcy
- Cortina d'Ampezzo – významné lyžařské středisko v Dolomitech
- Chioggia – významné přímořské letovisko jižně od Benátek
- Rovigo

### Opevněná města

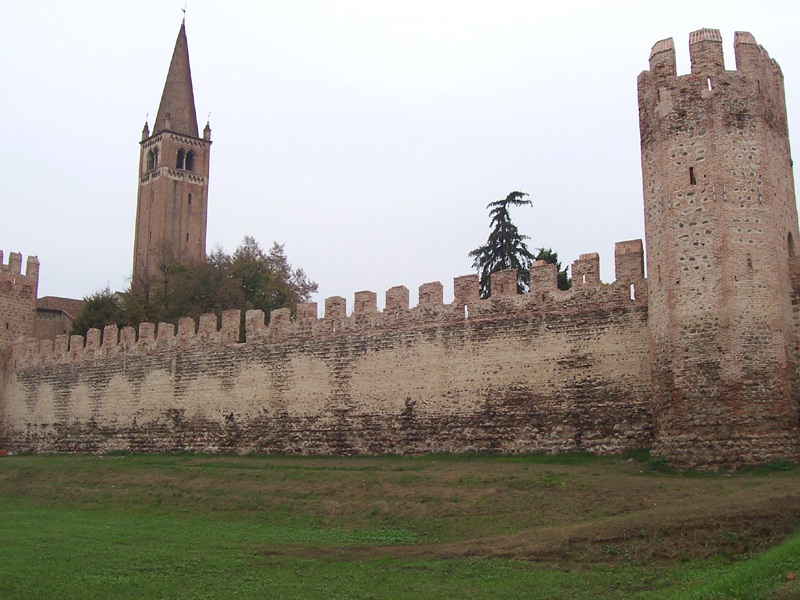
Montagnana

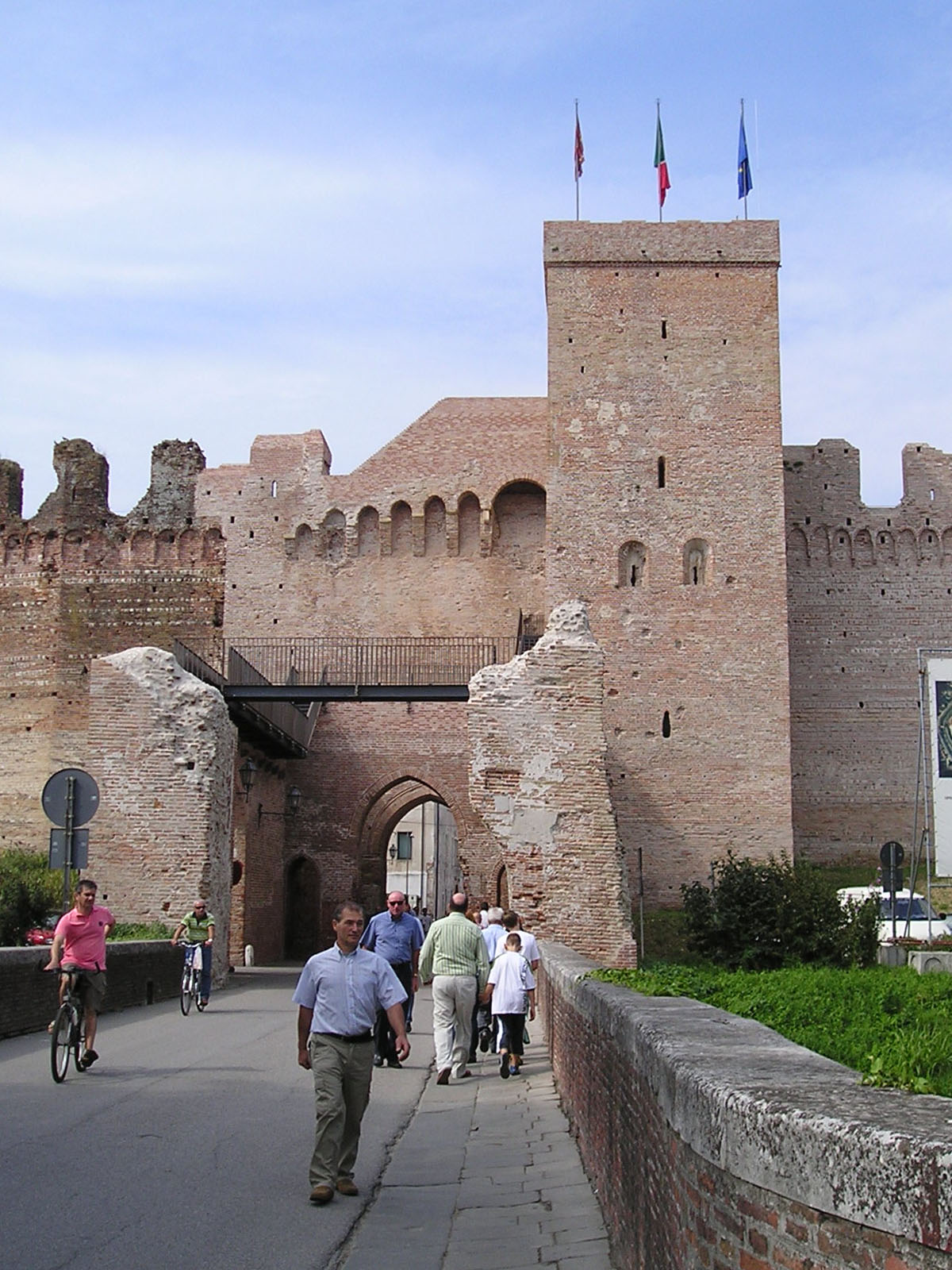
Montagnana

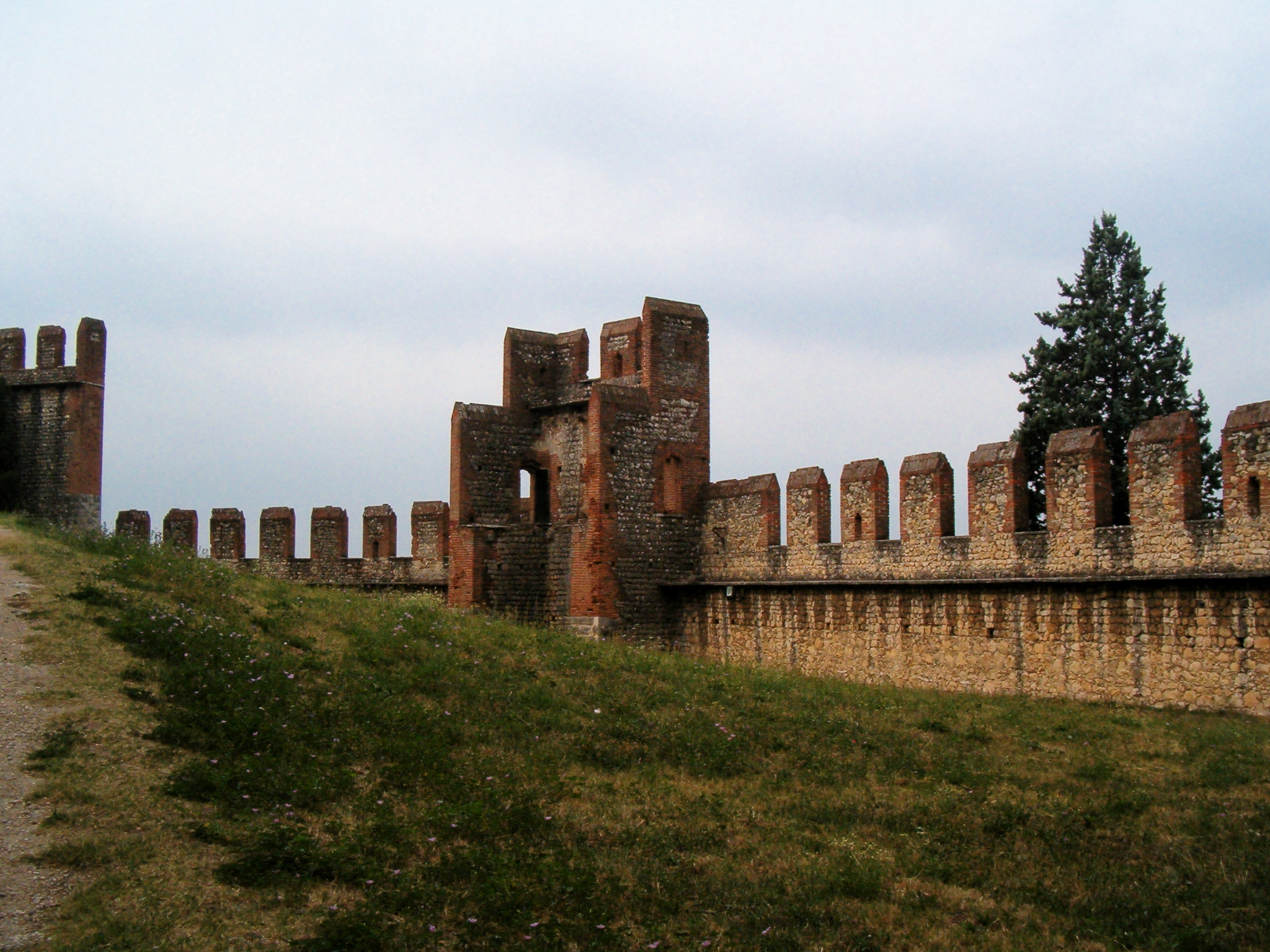
Soave

- Asolo
- Bassano del Grappa
- Castelfranco Veneto
- Cittadella
- Cologna Veneta
- Conegliano
- Este
- Feltre
- Lazise
- Marostica
- Monselice
- Montagnana
- Noale
- Oderzo
- Peschiera del Garda
- Soave
- Treviso
- Vittorio Veneto
- Verona
- Vicenza

### Přímořská letoviska

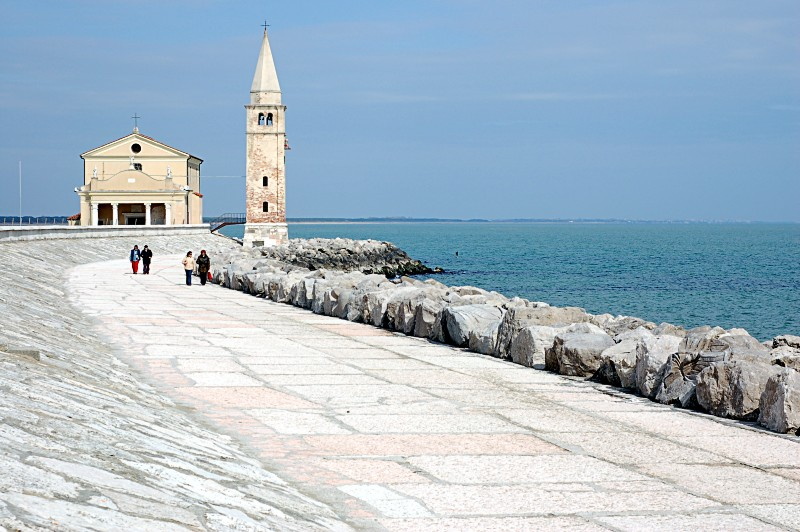
Kostel v Caorle

- Bibione
- Caorle
- Cavallino
- Eraclea Mare
- Lido di Venezia
- Jesolo
- Rosolina Mare
- Chioggia Sottomarina